# Pittsburgh Bulls
Pittsburgh Bulls – zawodowa drużyna lacrosse, która grała w National Lacrosse League. Drużyna miała swoją siedzibę w Pittsburghu w Stanach Zjednoczonych. Rozgrywała ona swoje mecze na Mellon Arena. Drużyna została założona w 1990 roku.

## Osiągnięcia
- Champion’s Cup:-
- Mistrzostwo dywizji:-

## Wyniki
W-P Wygrane-Przegrane, Dom-Mecze w domu W-P, Wyjazd-Mecze na wyjeździe W-P, GZ-Gole zdobyte, GS-Gole stracone
| Sezon | W-P   | Dom  | Wyjazd | GZ  | GS  |
| ----- | ----- | ---- | ------ | --- | --- |
| 1990  | 3-5   | 2-2  | 1-3    | 86  | 86  |
| 1991  | 3-7   | 1-4  | 2-3    | 125 | 158 |
| 1992  | 3-5   | 2-2  | 1-3    | 97  | 121 |
| 1993  | 1-7   | 0-4  | 1-3    | 97  | 108 |
| Razem | 10-24 | 5-12 | 5-12   | 405 | 473 |